# Maesoideae
Maesa es un género de  arbustos pertenecientes a la  familia Primulaceae. Comprende 288 especies descritas y de estas, solo 34 aceptadas. Es el único género de la subfamilia Maesoideae.

## Descripción
Son árboles o arbustos de hoja perenne, con hojas ovadas a obovadas,  enteras y en racimos axilares generalmente, simples o compuestos. Flores pequeñas, blancas,  uni- o bisexual, bracteoladas. Cáliz con 5 dientes, persistentes Corola acampanado con 5 lóbulos imbricados. Estambres 5, filamentos cortos, unidos en la base de la corola de tubo. Baya con muchas semillas, globosa, rodeado de cáliz persistente, semillas diminutas, angulares.

## Taxonomía
El género fue descrito por Peter Forsskål y publicado en Flora Aegyptiaco-Arabica 66. 1775. La especie tipo es: Maesa lanceolata Forssk. 

## Especies
| - Maesa alnifolia - Maesa angolensis - Maesa bequaertii - Maesa borjeana - Maesa butaguensis - Maesa cordifolia - Maesa djalonis - Maesa emirnensis - Maesa indica - Maesa japonica - Maesa kamerunensis - Maesa kivuensis - Maesa lanceolata | - Maesa macrocarpa - Maesa mildbraedii - Maesa nuda - Maesa palustris - Maesa picta - Maesa rufescens - Maesa rufo-velutina - Maesa ruwenzoriensis - Maesa schweinfurthii - Maesa serrato-dentata - Maesa tabacifolia Mez - Maesa velutina - Maesa vestita - Maesa welwitschii |